# Tschawanga (Fluss)
Die Tschawanga (russisch Чаваньга) ist ein 52 km langer Fluss im Südosten der Halbinsel Kola in der Oblast Murmansk in Russland.
Der Fluss hat seinen Ursprung im Unteren Ondomosero-See, er fließt in südlicher Richtung und mündet bei der gleichnamigen Siedlung in das Weiße Meer. Er entwässert ein Gebiet von 1210 km². Sein mittlerer Abfluss an der Mündung beträgt 14,7 m³/s.
Der Fluss ist bei Angeltouristen zum Lachsfang beliebt.